# Galerie Feydeau
Pour les articles homonymes, voir Rue Feydeau.
Ne doit pas être confondu avec Ernest Feydeau ou Georges Feydeau.
La galerie Feydeau est une voie du 2e arrondissement de Paris, en France.

## Situation et accès

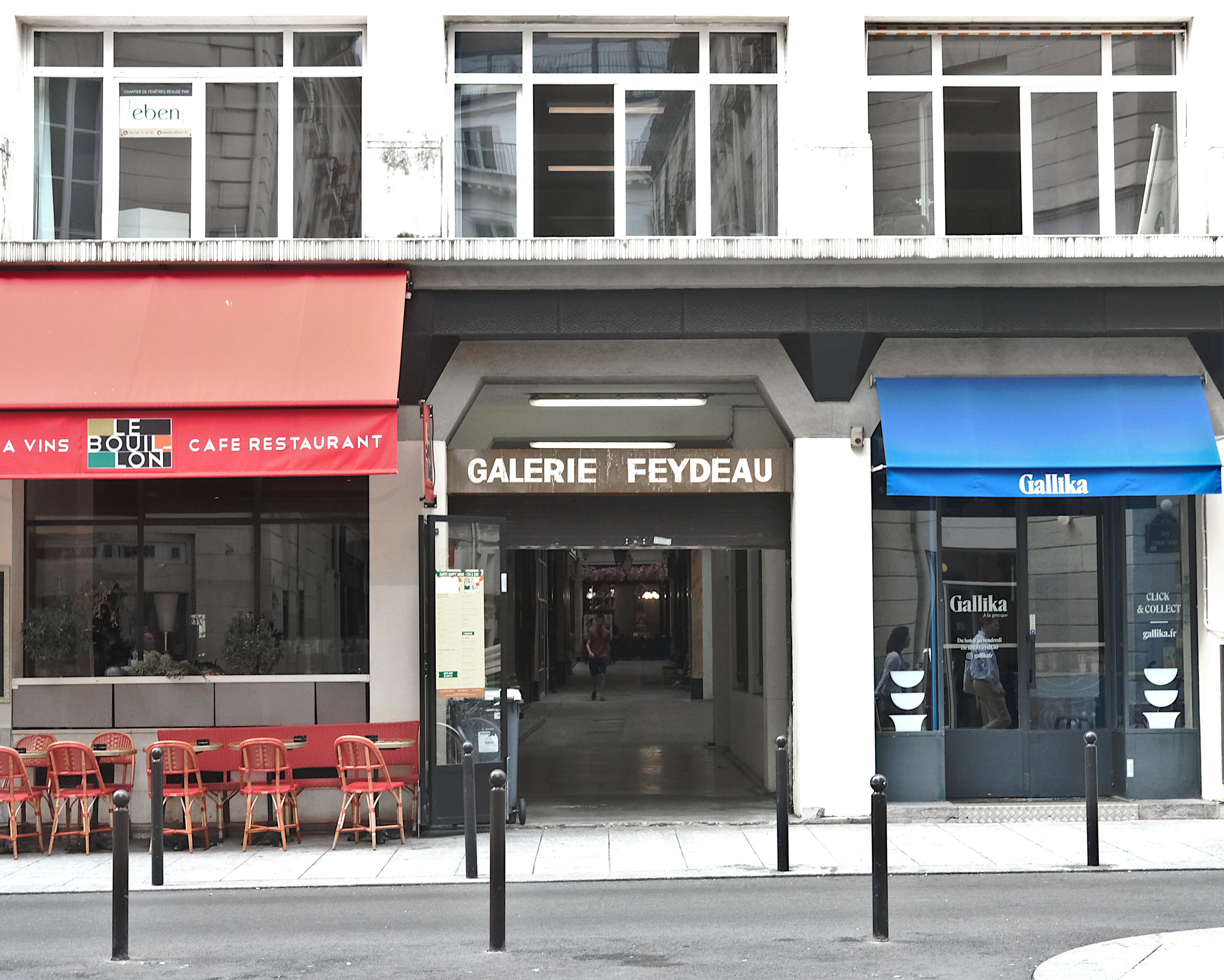
Entrée de la galerie Feydeau, rue Saint-Marc.

La galerie Feydeau est une voie située dans le 2e arrondissement de Paris. Elle débute au 10, rue Saint-Marc et se termine au 8, galerie des Variétés.

## Origine du nom
Elle doit son nom au voisinage de la rue Feydeau.

## Bâtiments remarquables et lieux de mémoire
- Le restaurant Caffè Stern, inscription par arrêté du 10 juillet 2009 des pièces 1, 2, 4 et 5 avec leur décor de l'ancienne boutique du graveur Stern[1].

## Pour approfondir